# Napuka (atolón)
Napuka es un atolón de las Tuamotu, en la Polinesia Francesa. Forma parte, junto con Tepoto Norte, de las islas de la Decepción. Administrativamente es la capital de una comuna que incluye los dos atolones. Está situado al noreste del archipiélago, a 926 km de Tahití.

## Geografía
Es un atolón de forma ovalada, de 9 km de largo y 3 km de ancho. La laguna ocupa un área de 18 km² y las tierras emergidas, 8 km². No existe un paso practicable entre la laguna y el océano. El anillo coralino está formada por dos islas y 32 islotes. En la isla del este hay un aeropuerto, y en la isla del norte la villa principal: Tepukamaruia. La población era de 299 habitantes en el censo de 2012, con el principal recurso económico de la producción de copra.

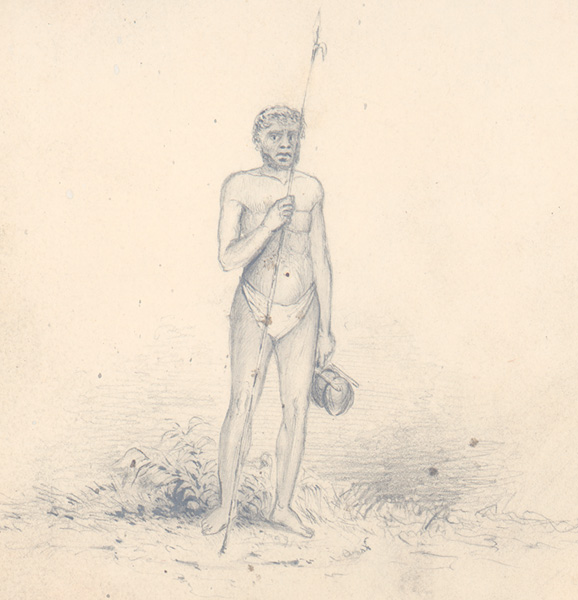
Nativo de Whytoohee (Napuka). Obra de Alfred T. Agate, tinta y lápiz. 1839.

## Historia
Napuka fue colonizado desde los atolones vecinos de las Tuamotu. Se han encontrado restos arqueológicos de una decena de maraes, con conchas de tortugas en el subsuelo. El atolón es uno de los lugares utilitzados para las tortugas marinas para anidar.
El primer europeo en llegar fue el inglés John Byron en 1765. También se ha conocido como Whytoohee y Tepukamaruia.